# 卡福法博利
卡福法博利（法語：Kafo Faboli），是馬里的城鎮，位於該國西南部，由錫卡索區的庫蒂亞拉省負責管轄，處於庫佳拉西北面60公里，面積217平方公里，2009年人口8,130，人口密度每平方公里37人。